# Esmena del sòl
Una esmena o un condicionador del sòl és un material afegit al sòl per a assegurar la salut i el creixement de les plantes corregint les deficiències en la seva estructura i els seus nutrients.

## Intenció
El tipus de condicionadors afegits depèn de la composició de partida del sòl, del clima i del tipus de plantes. En alguns sòls manquen els nutrients per a un creixement adequat de les plantes. Alguns poden emmagatzemar aigua excessiva o, al contrari, molt poca. Els condicionadors es poden aplicar sobre la superfície dels sòls o aplicar-se al seu interior.

## Materials
La calç agrícola afegida fa els sòls menys àcids, els fertilitzants com els fems i el compost ajuden a subministrar els nutrients que es van perdent. Altres materials, com per exemple la torba, la terra de diatomea, l'argila, la vermiculita, l'hidrogel i l'escorça fermentada i triturada ajuden el sòl a tenir més capacitat d'emmagatzemar aigua. El guix allibera nutrients i millora l'estructura de certs sòls. En algunes lleguminoses, com la soia cultivada lluny de la seva zona d'origen, s'afegeixen els bacteris específics que fan la fixació de nitrogen.